# Abdicatie

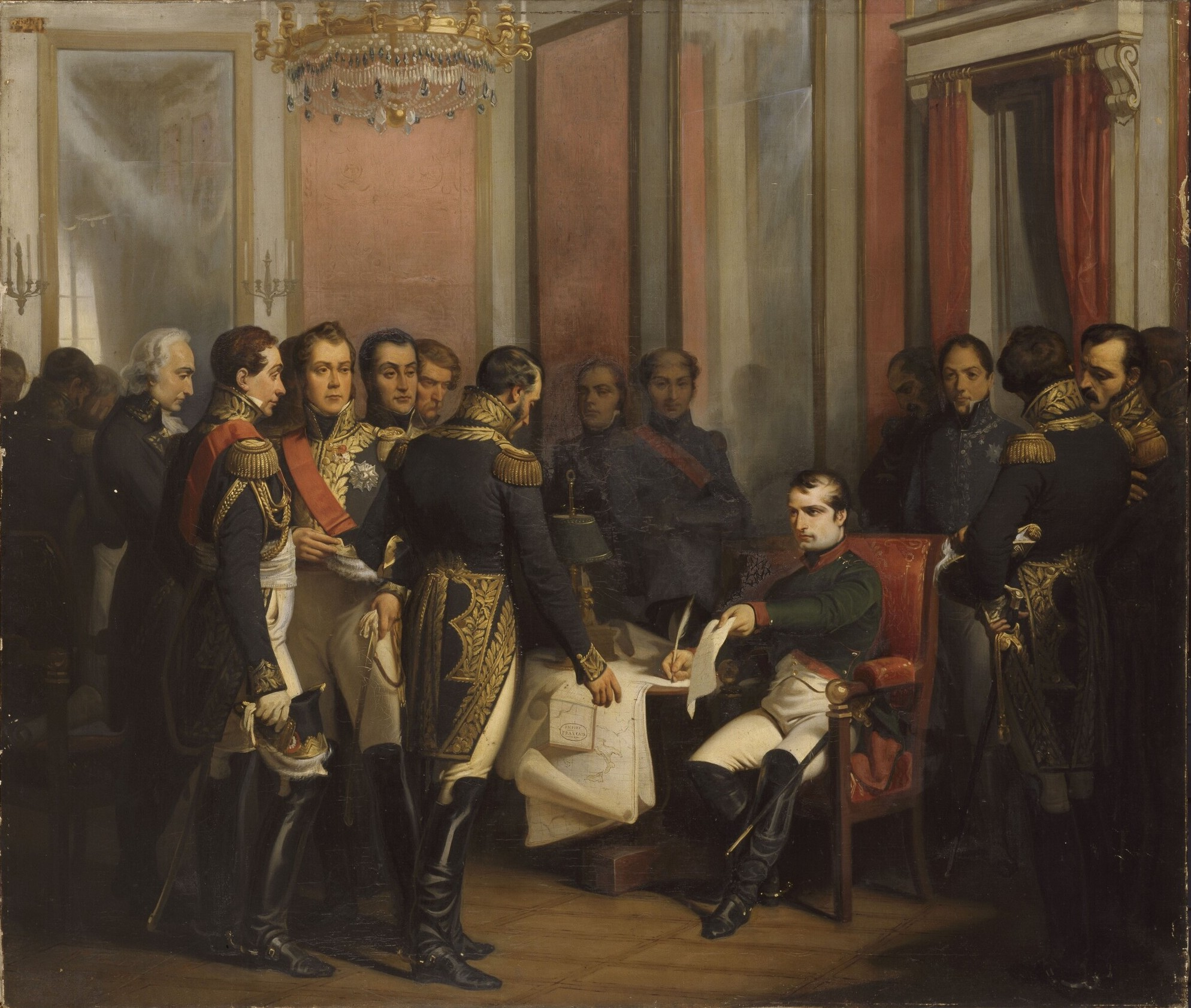
Napoleons abdicatie

Abdicatie of troonsafstand is het neerleggen van een meestal vorstelijke functie (bijvoorbeeld koning- of keizerschap) bij het leven, in tegenstelling tot beëindiging door overlijden. Vroeger was dit hoogst ongebruikelijk (een bekend voorbeeld is dat van Karel V ten gunste van zijn zoon Filips II), tegenwoordig komt het vaker voor. In het Verenigd Koninkrijk, Monaco, de Scandinavische landen en Japan is abdicatie/troonsafstand nog steeds ongebruikelijk.

## Vrijwillige abdicatie

### België
- Albert II (2013)

### Denemarken
- Margarethe II (2024)

### Engeland en Ierland
- Jane Grey (1553)

### Japan
- Keizer Akihito (2019)

### Koninkrijk der Nederlanden
- Willem I (1840)
- Wilhelmina (1948)
- Juliana (1980)
- Beatrix (2013)

Volgens artikel 28 van de Nederlandse Grondwet is voor een koninklijk huwelijk in Nederland toestemming nodig van de Staten-Generaal. Mocht zo'n huwelijk plaatsvinden zonder verleende (of gevraagde) toestemming, dan impliceert dat abdicatie. Op vergelijkbare manier kan iemand het recht op troonopvolging verliezen.

### Luxemburg
- Willem I (1840)
- Maria Adelheid (1919)
- Charlotte (1964)
- Jan (2000)

### Qatar
- Emir Hamad bin Khalifa al-Thani (2013)

### Spanje
- Juan Carlos I (2014, er was na aankondiging nog wel een wetswijziging nodig)

### Vaticaanstad
- Celestinus V (1294)
- Gregorius XII (1415)
- Benedictus XVI (2013)

### Verenigd Koninkrijk
- Edward VIII (1936)

### Zweden
- Christina I (1654)

## Gedwongen abdicatie
- Napoleon Lodewijk Bonaparte (koning van Holland) (1810)
- Napoleon Bonaparte (keizer van Frankrijk) (tweemaal: in 1814 en in 1815)
- Nicolaas II (tsaar van Rusland) (1917)
- Wilhelm II (keizer van Duitsland) (1918)
  - met hem alle andere Duitse vorsten
- Leopold III (koning der Belgen) (1951)
- Faroek (koning van Egypte) (1952)